# Frank S. Meyer
Frank Straus Meyer (* 9. Mai 1909 in Newark; † 1. April 1972 in Woodstock) war ein US-amerikanischer Journalist, politischer Philosoph, konservativer Politikwissenschaftler, bekannt durch die Theorie des Fusionismus.

## Leben und Werk
Meyer wurde in eine prominente deutsch-jüdische Familie hineingeboren, die Eltern waren Helene (Straus) and Jack F. Meyer. Er studierte an der Universität Princeton und Oxford am Balliol College, setzte seine Studien fort an der London School of Economics, die er 1933 verlassen musste, und an der University of Chicago. In dieser Zeit war er Atheist und für 10 Jahre Mitglied der Kommunistischen Partei. Gegen Ende des Zweiten Weltkriegs veränderte er sich in einer tiefen Krise zum Christen und Konservativen. Er wurde zu einem der aktivsten Mitarbeiter der konservativen Zeitschrift National Review, die William F. Buckley, Jr. begründet hatte. In den Büchern (1961) The Moulding of Communists und (1962) In Defense of Freedom: A Conservative Credo entwarf er seine politische Theorie.
Der Sammelband What Is Conservatism? versammelte führende Konservative (u. a. Buckley, Russell Kirk, Friedrich A. Hayek, Wilhelm Röpke, Stanton Evans, Autor des Sharon Statement), es zeigte tiefe Differenzen, doch entwickelte Meyer den Fusionismus als integrierende Theorie, um die verschiedenen Richtungen zu vereinen: traditionalists, libertarians, social conservatives, neoconservatives, anti-communists. Er wurde Kodirektor der American Conservative Union und Berater der Philadelphia Society, beides führende konservative Vereinigungen. 1968 unterstützte er die Kandidatur von Richard Nixon, doch wandte er sich bald gegen dessen Entspannungs- und Chinapolitik. Nixon wurde nicht mehr zu den Konservativen gezählt. Kurz vor seinem Tod an den Folgen von Lungenkrebs konvertierte Meyer 1972 zum römisch-katholischen Glauben.
Ronald Reagan erinnerte in einer der ersten Reden seiner Präsidentschaft am 20. März 1981 an ihn:
“It was Frank Meyer who reminded us that the robust individualism of the American experience was part of the deeper current of Western learning and culture. He pointed out that a respect for law, an appreciation for tradition, and regard for the social consensus that gives stability to our public and private institutions, these civilized ideas must still motivate us even as we seek a new economic prosperity based on reducing government interference in the marketplace. Our goals complement each other. We're not cutting the budget simply for the sake of sounder financial management. This is only a first step toward returning power to the states and communities, only a first step toward reordering the relationship between citizen and government.”
(deutsch: „Frank Meyer war es, der uns erinnerte, dass der robuste Individualismus der amerikanischen Erfahrung ein Teil der tieferen Strömung im westlichem Lernen und in der Kultur war. Er zeigte auf, dass ein Respekt vor dem Gesetz, eine Wertschätzung für Tradition und Rücksicht auf den sozialen Konsens, der unseren öffentlichen und privaten Einrichtungen Stabilität gibt, dass diese zivilisierten Ideen uns immer noch motivieren müssen , zumal da wir einen neuen wirtschaftlichen Wohlstand suchen, der darauf basiert, die Staatseinmischung auf dem Markt zu reduzieren. Unsere Ziele ergänzen sich einander. Wir beschneiden nicht gerade das Budget einfach um eines gesünderen Finanzmanagements willen. Dies ist nur ein erster Schritt zur Rückkehr von Macht zu den Staaten und Gemeinden, nur ein erster Schritt zur Neuordnung der Beziehung zwischen Bürger und Regierung.“)

## Schriften
- The Moulding of Communists: the training of the Communist cadre, New York: Harcourt, Brace, 1961.
- In Defense of Freedom: A Conservative Credo, Chicago: Henry Regnery, 1962
- Hrsg.: What Is Conservatism?: A New Edition of the Classic by 12 Leading Conservatives (1964), Neudruck 2015, ISBN 978-1-61017-140-3. Vorwort von Jonah Goldberg.
- Left, Right and Center: Essays on Liberalism and Conservatism in the United States, hg. v. Robert Goldwin, Frank Meyer et al., Chicago: Rand, McNally, 1965
- The Conservative Mainstream, New Rochelle: Arlington House, 1969.

## Belege
1. ↑  FRANK S. MEYER, POLITICAL WRITER. In: The New York Times. 3. April 1972, ISSN 0362-4331 (nytimes.com [abgerufen am 23. November 2022]).
2. ↑  Benannt nach dem Heimatort von W. Buckley, drückte das Sharon Statement 1960 mit 400 Wörtern den Kern konservativen Denkens und des Fusionismus aus: Individuelle Freiheit, Gottesbezug, politische und wirtschaftliche Freiheit, beschränkte Regierungsmacht, Marktwirtschaft, Niederwerfung des Kommunismus. Es gilt als Gründungsdokument des modernen Konservatismus in den USA (S. Bryk):

  - Individual freedom and the right of governing originate with God – Individuelle Freiheit und das Recht zu regieren stammen von Gott.

  - Political freedom is impossible without economic freedom – Politische Freiheit ist unmöglich ohne ökonomische Freiheit.

  - Limited government and strict interpretation of the Constitution is crucial – Begrenzte Regierungsherrschaft und strikte Auslegung der Verfassung ist entscheidend.

  - The free market system is preferable over all others – Das System des freien Marktes ist allen anderen vorzuziehen.

  - Communism must be defeated, not contained – Der Kommunismus muss geschlagen, nicht eingegrenzt werden.
3. ↑  Andrzej Bryk: Trump and the Conservative Movement. In: Krakowskie Studia Międzynarodowe. Nr. 1, 30. Juni 2021, ISSN 2451-0610, S. 195–228, 222, doi:10.48269/2451-0610-ksm-2021-1-007.
4. ↑  Remarks at the Conservative Political Action Conference Dinner. Abgerufen am 24. November 2022 (englisch).

| Personendaten    | Personendaten                                                        |
| ---------------- | -------------------------------------------------------------------- |
| NAME             | Meyer, Frank S.                                                      |
| ALTERNATIVNAMEN  | Meyer, Frank Straus (vollständiger Name)                             |
| KURZBESCHREIBUNG | US-amerikanischer politischer Journalist und konservativer Publizist |
| GEBURTSDATUM     | 9. Mai 1909                                                          |
| GEBURTSORT       | Newark                                                               |
| STERBEDATUM      | 1. April 1972                                                        |
| STERBEORT        | Woodstock (New York)                                                 |